# Brunata-Metrona

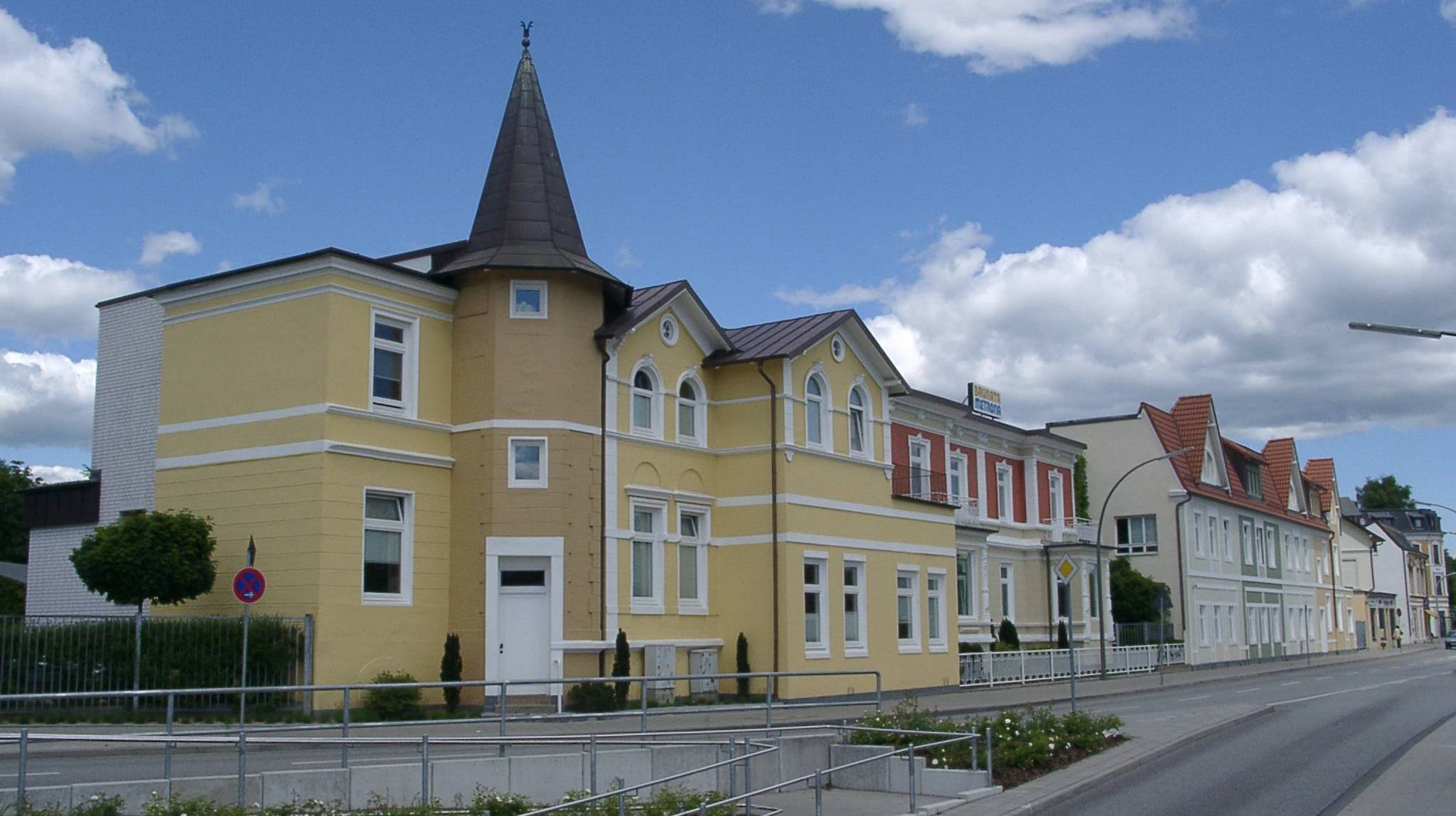
Zentrale Hamburg

Die Brunata-Metrona-Gruppe (Eigenschreibweise BRUNATA-METRONA) ist ein Dienstleister für die verbrauchsabhängige Heiz- und Wasserkostenabrechnung. Brunata-Metrona produziert und installiert Geräte und Systeme zur Verbrauchserfassung. Mit Heizkostenverteilern, Wärmezählern und Wasserzählern werden in Deutschland mehrere Millionen Haushalte im Sinne der Heizkostenverordnung betreut.
Die drei Stammhäuser Hamburg, Hürth und München sind rechtlich und wirtschaftlich selbständige Partner der Unternehmensgruppe. Bundesweit sind 2.000 Mitarbeiter, 1.900 Servicemonteure in über 40 Niederlassungen und mehr als 60 Servicecentern tätig.
Die größten Mitbewerber im „wettbewerbslosen Oligopol“ und „Zähler-Kartell“ sind die Techem GmbH, Minol Messtechnik W. Lehmann sowie Ista SE.

## Geschäftsfelder

### Heizkostenabrechnung
Dienstleistung (Abrechnungsservice) und Messgeräte zur verursachergerechten Erfassung und Abrechnung von Energie (Wärme und/oder Kälte) und Wasser sowie Verbrauchsanalysen und Energiemonitoring.

### Gerätevertrieb
Vertrieb von fernablesbaren Erfassungsgeräten wie Heizkostenverteilern, Wärme-, Kälte- und Hybridzählern, Warmwasser- und Kaltwasserzählern, Zählerzubehör sowie Rauchwarnmeldern. Die Vertriebsformen sind der Verkauf mit möglicher Wartung sowie die Vermietung der Geräte.

### Datenaustausch und Integrierter Abrechnungsservice INTAS
Der Datenaustausch ermöglicht eine rationelle Heizkostenabrechnung und reduziert den Verwaltungsaufwand für den Eigentümer bzw. Verwalter erheblich. Bearbeitungszeiten werden verkürzt. Übertragungsfehler werden nahezu ausgeschlossen. Der Integrierte Abrechnungsservice INTAS führt die Betriebskostenabrechnung und die Heizkostenabrechnung zu einem Abrechnungsdokument zusammen. Alle relevanten Daten stehen nach der Koppelung der beiden Abrechnungen automatisch im Verwaltersystem zur Verfügung.

### Heizungsoptimierung
Gemeinsam mit der Westsächsischen Hochschule Zwickau hat BRUNATA-METRONA ein KI-gestütztes System zur Heizungssteuerung entworfen. Die intelligente Heizungssteuerung nutzt für die Bestimmung des Heizungsvorlaufs neben der aktuellen Außentemperatur auch die tatsächliche Wärmenachfrage im gesamten Gebäude. Auf diese Weise kann die aufgewandte Heizenergie des Gebäudes dem konkreten Bedarf der Bewohner angepasst werden.

### Smart Metering
Mit dem gemeinsamen Tochterunternehmen BlueMetering bieten die Unternehmen der Brunata-Metrona-Gruppe der Wohnungswirtschaft Dienstleistungen rund um digitale Messsysteme. Die Daten aller Verbrauchssparten wie Strom, Gas oder Heizwärme werden zusammengeführt und transparent für die Abrechnung aufbereitet. Die Datenkommunikation läuft dabei über Smart Meter Gateways.
Die intelligenten Messsysteme übermitteln die Daten digital und sicher verschlüsselt zur Darstellung in Online-Portalen oder Apps, mit denen Immobilienverwalter und Mieter die Verbräuche jederzeit im Detail verfolgen können. Dabei entfallen Terminabstimmungen und Vorort-Termine zur Geräteablesung in den Wohnungen.

### Rauchmelderservice
Der Einsatz von Rauchwarnmeldern im Sinne der DIN 14676, dient der frühzeitigen Warnung von Personen vor Brandrauch und Bränden, so dass diese dem Gefahrenereignis angepasst reagieren können. Durch die verminderte Wahrnehmung von Brandrauch im Schlaf sind insbesondere Kinderzimmer, Schlafbereiche und Flure durch Rauchwarnmelder zu überwachen. Auf die bei führenden europäischen Herstellern von Rauchwarnmeldern bezogenen Produkte gewährt Brunata-Metrona aufgrund des hohen Qualitätsniveaus dieser Geräte die Garantie, dass bei bestimmungsgemäßer und richtlinienkonformer Nutzung keine Fehlalarme auftreten. Hierfür wird eine Echt-Alarm-Garantie und 10 Jahre Gerätegarantie für Rauchwarnmelder ausgesprochen.

### Trinkwasseranalyse
Seit dem 24. Juni 2023 gilt bundesweit eine neue Trinkwasserverordnung. Sie legt fest, dass Besitzer, Vermieter, Eigentümergemeinschaften oder Wohnungsbaugenossenschaften ihre zentralen Großanlagen zur Warmwasserbereitung im Regelfall alle drei Jahre auf Befall durch Legionellen überprüfen lassen müssen. Brunata-Metrona bietet die Legionellenprüfung nach § 14 der TrinkwV an. Die Prüfung erfolgt in Zusammenarbeit mit akkreditierten Laboratorien.

## Geschichte
In Deutschland existieren – historisch bedingt – vier unabhängige, eigenständige Brunata-Unternehmen: Die Brunata-Metrona-Häuser in Hamburg, Köln und München sowie Minol-Brunata in Stuttgart. Das Unternehmen Minol Messtechnik W. Lehmann GmbH & Co. KG gehört der heutigen Brunata-Metrona-Gruppe nicht mehr an. Aufgrund der unabhängigen Lizenzvergaben in den 1950er Jahren führt das Unternehmen Minol am Stammplatz Stuttgart ebenfalls den Namen Brunata. Bundesweit tritt dieses Unternehmen jedoch als Minol auf. Die Brunata-Metrona-Gruppe führt im Raum Stuttgart dafür den Namen Metrona. Die persönlich haftende Gesellschafterin der Minol Messtechnik W. Lehmann GmbH & Co. KG ist die Brunata Wärmemesser GmbH.

## Eigentumsverhältnisse
Die Häuser Hamburg und München befinden sich seit ihrer Gründung in Familienbesitz. Lediglich das Haus Hürth gehört zu 100 % zur GEW Köln AG.
Eine enge Verbindung besteht zum Unternehmen Lorenz GmbH & Co. KG. Die Firma Lorenz wurde 1963 gegründet und liegt in Schelklingen – Ingstetten. Lorenz entwickelt, fertigt, montiert und prüft seit über 40 Jahren Wasserzähler und entsprechendes Zubehör.

## Innovationen/Sonstiges
1993 stellte Brunata mit dem Metrona Funksystem (433 MHz-Technologie) ein System zur Erfassung und Ablesung von Wärme und Wasser ohne Betreten der Wohnung vor. 2004 brachte Brunata ein Funksystem mit der Frequenz 868 MHz auf den Markt.
Brunata Hamburg hat sich als erstes Messdienstunternehmen mit dem Thema Rauchwarnmelder beschäftigt. Die Brunata-Metrona-Gruppe ist ebenfalls Mitglied der bundesweiten Kampagne „Rauchmelder retten Leben“ im Forum Brandrauchprävention in der Vereinigung zur Förderung des Deutschen Brandschutzes e. V.

## Mitgliedschaften
- Bundesverband für Energie- und Wasserdatenmanagement e. V.
- E.V.V.E. – Europäischer Verein zur verbrauchsabhängigen Energiekostenabrechnung – e. V. (The Association for Energy Cost Allocation)

## Kartellrechtliche Aspekte des Submetering-Geschäfts
Im Mai 2017 veröffentlichte das Bundeskartellamt eine „Sektoruntersuchung bei Ablesediensten von Heiz-und Wasserkosten“ mit dem Ergebnis, dass im Markt der Ablesedienste für Heiz- und Wasserkosten erhebliche Anhaltspunkte für das Vorliegen eines wettbewerbslosen Oligopols vorliegen, dem zumindest die beiden Marktführer Techem und Ista International, möglicherweise aber auch Minol Messtechnik W. Lehmann, Kalorimeta und Brunata-Metrona angehören. So beherrschen wenige große Unternehmen den Markt für Ablesedienste von Heiz- und Wasserkosten (auf die beiden größten Anbieter Techem und Ista entfallen zusammen 50 % Marktanteil, die größten fünf Anbieter kommen zusammen auf 70 %).
Laut Bundeskartellamt führen die vorgefundene Marktstruktur sowie das Wettbewerbsgeschehen zu „Einschränkungen des tatsächlichen und potentiellen Wettbewerbs. Die Möglichkeit der Marktgegenseite, auf andere Unternehmen auszuweichen, ist [...] eingeschränkt.“ In Summe stellt das Bundeskartellamt „verhältnismäßig hohe“ Renditen der Submetering-Unternehmen fest, welche aus einem durchschnittlichen Umsatz pro Wohneinheit und Jahr von rund 74 Euro (mit deutlichen Unterschieden zwischen den verschiedenen Anbietern) her rühre.

### Kritikpunkte des Bundeskartellamts
Hauptkritikpunkte äußerte das Bundeskartellamt sowohl an Strukturmerkmalen als auch an bestimmte Verhaltensweisen der Submetering-Anbieter die das Ziel haben, „dem Kunden einen Anbieterwechsel zu erschweren und damit geeignet sind, den Wettbewerb zwischen den Submetering-Anbietern zu begrenzen“.
1. Lange Vertragslaufzeiten, unter anderem durch unterschiedliche Eichfristen für verschiedene Zählerarten.
2. Die Kosten für das Ablesen werden in der Regel vom Mieter getragen werden, die Auswahl und die Beauftragung des Ablesedienstes trifft hingegen der Vermieter („Dreiecksvertragsverhältnis“). Hierdurch ist die Preissensibilität des Auftraggebers nur schwach ausgeprägt.
3. Die Kosten der Ablesung sind für die Nutzer teilweise schwer oder gar nicht nachvollziehbar, da sie in den Nebenkostenabrechnungen nur aggregiert ausgewiesen werden.
4. Ein Wechsel des Anbieters wird durch fehlende Interoperabilität von Zählersystemen erschwert. Durch legislative Eingriffe zeichnet sich hier jedoch eine Entwicklung hin zu mehr interoperablen Systemen ab, die Anbieterwechsel zukünftig erleichtern könnte.
5. Eine geringe Vergleichbarkeit von Preisen und der Qualität der angebotenen Leistungen erschwert die Auswahl alternativer Dienstleister.
6. Stillschweigende Koordinierung: Insbesondere die führenden Unternehmen Techem und Ista haben es aufgrund ihrer Stellung im Markt vergleichsweise einfach, über die Bedingungen einer stillschweigenden Koordinierung Einvernehmen zu erzielen. Unter anderem erlauben der hohe Konzentrationsgrad, die hohe Stabilität der Nachfrage sowie das Auseinanderfallen von direkter Nachfrage und den Zahlungsströmen (Dreiecksvertragsverhältnis) unkontrollierbare Verhaltensspielräume, da zentrale Wettbewerbsparameter wie Preissetzung und Anbieterwechsel ihre disziplinierende Wirkung auf den Submetering-Märkten nicht in ausreichendem Maße entfalten können.
7. Lieferverweigerungen von Zubehör und Ersatzteilen: In der Untersuchung des Bundeskartellamts gaben 46 befragte Marktteilnehmer an, dass sie in bestimmten Fällen Schwierigkeiten hatten, wenn ein Submetering-Kunde vom aktuellen Anbieter zu ihnen wechseln wollte. Diese Schwierigkeiten bestanden oftmals in der Verfügbarkeit von Ersatzteilen für übernommene Zähler.
8. Einsatz proprietärer Software und Zugang zu Schnittstellen: Submetering-Anbieter gewähren ihren Wettbewerbern üblicherweise keinen Zugang zur Schnittstelle ihrer Zähler.

### Empfehlungen des Bundeskartellamts
Das Bundeskartellamt empfiehlt folgende „Maßnahmen zur Belebung des Wettbewerbs bei Ablesediensten“:
1. die Förderung der Interoperabilität von Zählern (Ansätze dafür sind bereits im MsbG angelegt).
2. eine Vereinheitlichung der Eichfristen und Nutzungsdauern der Zähler, damit ein Submetering-Kunde möglichst einfach nach einer bestimmten Vertragslaufzeit zu einem anderen Anbieter wechseln kann.
3. Aufweichen des „Dreiecksvertragsverhältnisses“ (Submetering-Unternehmen, Submetering-Kunde, Nutzer), um die Kosten für Submetering der Partei auferlegen, die das Submetering-Unternehmen beauftragt. Zusätzlich eine verbesserte Transparenz für die Wohnungsmieter durch Informationsrechte und Ausschreibungspflichten.